# 1828 na literatura

## Nascimentos
| Data            | Nome            | Profissão                                   | Nacionalidade | Observações | Ref |
| --------------- | --------------- | ------------------------------------------- | ------------- | ----------- | --- |
| 8 de Fevereiro  | Júlio Verne     | escritor                                    | França        | m. 1905     |     |
| 12 de Fevereiro | George Meredith | poeta e escritor                            | Inglaterra    | m. 1909     |     |
| 14 de Fevereiro | Edmond About    | romancista, dramaturgo, crítico, jornalista | França        | m. 1885     |     |
| 9 de Setembro   | Leão Tolstoi    | escritor                                    | Rússia        | m. 1910     |     |

## Mortes
| Data | Nome | Profissão | Nacionalidade | Observações | Ref |
| ---- | ---- | --------- | ------------- | ----------- | --- |